# Broncho Billy Anderson
Broncho Billy Anderson (właśc. Maxwell Henry Aronson; ur. 21 marca 1880 w Little Rock, zm. 20 stycznia 1971 w South Pasadena) – amerykański aktor, reżyser, producent filmowy i scenarzysta.

## Życiorys
Urodził się jako Max Aronson w Little Rock w stanie Arkansas, ale niewiele więcej wiadomo o jego pochodzeniu, w tym także o tożsamości jego rodziców. Później, będąc już nastolatkiem, Aronson został komiwojażerem, a ta właśnie praca zaprowadziła go do towarzystwa aktorów i wynikającego z tego zainteresowania teatrem. Przeniósł się do Nowego Jorku, gdzie zmienił nazwisko na Gilbert Anderson i znalazł pracę jako model, pozując do ilustracji do publikacji w takich gazetach jak „The Saturday Evening Post”.

## Kariera

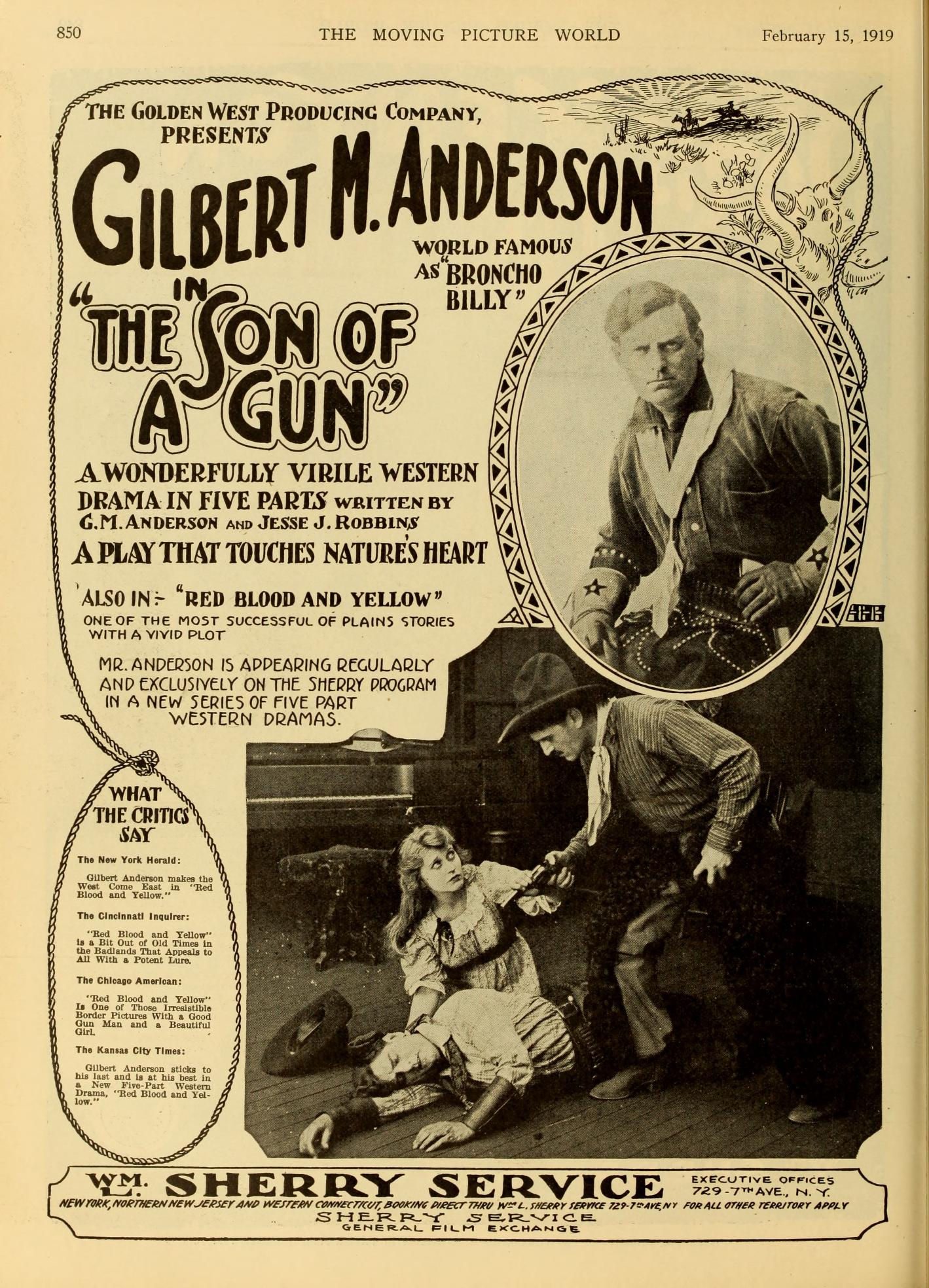
The Son of a Gun (1919)

Swoją karierę zaczynał od drobnych ról scenicznych. Jego pierwszy występ w filmie, z pensją 50 centów za 1 godzinę pracy, miał miejsce w 1902. W filmie po raz drugi zaistniał w 1903, pracując dla wytwórni Edison Manufacturing Company. Pojawił się wtedy, m.in. w The Messenger Boy's Mistake oraz w Napadzie na ekspres (gdzie zagrał kilka ról). Według legendy, Anderson tak źle radził sobie z jazdą konną, że podczas kręcenia zdjęć doznał urazów po upadku z konia. Wtedy również wykonano kilka jego fotografii w stroju westernowym, które stały się odtąd popularnymi pocztówkami. Później zaczął pracować dla Vitagraph, gdzie, oprócz aktorstwa, podjął się również reżyserii.
5 lutego 1907, wraz z George’em K. Spoorem założył w Chicago wytwórnię Essanay Film Manufacturing Company. Celem powstania wytwórni było przede wszystkim kręcenie filmów o kowboju Broncho Billym, którego Anderson wymyślił podczas swojej pracy przy Napadzie na ekspres. Od 1909, kiedy to seria o Billym (w którego wcielał się sam Anderson) powstało w sumie 147 filmów o dzielnym kowboju. Od 1915 kolejny, krótki jednoszpulowy film o Broncho wychodził co dwa tygodnie. Wytwórnia Andersona produkowała też westerny komediowe w serii o Alkali Ike’u.
Finansami i bieżącą działalnością wytwórni Essanay zajmował się głównie Spoore. Anderson natomiast zajmował się aktorstwem i  reżyserią oraz nadzorował pisanie scenariuszy. Kręcił początkowo w Golden, następnie w Los Angeles i Los Gatos. Ostatecznie w Niles w Kalifornii założył studio, gdzie odtąd powstawały plenery jego filmów.
Znany był z gorącego temperamentu – często pod wpływem emocji zwalniał pracowników, tylko po to, by przyjąć ich ponownie po kilku minutach.
Z czasem wytwórnia Andersona zaczęła mieć kłopoty finansowe, związane m.in. z procesami antytrustowymi oraz kosztami produkcji. W 1916 Spoor wykupił udziały Andersona w wytwórni (dwa lata później zdecydował o jej całkowitym zamknięciu). Anderson próbował jeszcze swoich sił jako producent, jednak ostatecznie na początku lat 20. XX wieku porzucił przemysł filmowy.
W 1958 otrzymał honorowego Oscara za całokształt osiągnięć.

## Wybrana filmografia

### jako aktor
Podczas 20-letniej kariery wystąpił łącznie w 347 produkcjach filmowych.
- 1903: Napad na ekspres w potrójnej roli: bandyty, zastrzelonego pasażera, początkującego tancerza
- 1903: The Messenger Boy's Mistake jako Messenger Boy
- 1904: Western Stage Coach Hold Up (western)
- 1905: Adventures of Sherlock Holmes jako tytułowy Sherlock Holmes
- 1907: Western Justice (western)
- 1908: The Bandit Makes Good (western)
- 1909: The Heart of a Cowboy jako Honest Steve
- 1910: The Cowboy's Sweetheart jako Jesse Farson
- 1911: The Count and the Cowboys (western)
- 1912: The Tenderfoot Foreman jako Jack Reed
- 1913: Broncho Billy and the Outlaw's Mother (western, czas: 11')
- 1914: Red Riding Hood of the Hills jako Broncho Billy
- 1914: Broncho Billy’s Close Call jako Broncho Billy
- 1915: Broncho Billy and the Escaped Bandit jako Broncho Billy
- 1916: The Book Agent's Romance jako ajent księgarski
- 1918: Shootin' Mad jako Broncho Billy
- 1919: The Son-of-a-Gun jako Bill
- 1922: The Greater Duty (western)

### jako scenarzysta
Na przestrzeni 17 lat opracował scenariusze dla 246 filmów, głównie krótkometrażowych.
- 1907: An Awful Skate/The Hobo on Rollers (komedia)
- 1908: The Life of an American Cowboy (western, czas: 17')
- 1909: A Tale of the West (western)
- 1910: The Ranger's Bride (western)
- 1911: The Girl of the West (western)
- 1912: Alkali Ike's Motorcycle (komedia)
- 1913: Alkali Ike in Jayville (komedia: 11')
- 1914: The Awakening at Snakeville (western: 21')
- 1915: Broncho Billy and the Claim Jumpers (przygodowy: 9')
- 1916: Humanity (western)
- 1919: Red Blood and Yellow (western)
- 1921: Szczęśliwy pies (komedia: 17')

### jako producent
- 1907: An Awful Skate
- 1909: A Tale of the West
- 1910: The Desert Claim
- 1921: Szczęśliwy pies
- 1923: The Handy Man

### jako reżyser
W trakcie swej 18-letniej kariery wyreżyserował łącznie 469 produkcji filmowych, głównie krótkometrażowych.
- 1905: Raffles, the Amateur Cracksman (przygodowy, czas: 15')
- 1906: Trapped by Pinkertons (dramat)
- 1907: Who Is Who? (komedia)
- 1908: The Baseball Fan (komedia)
- 1909: The Neighbors' Kids (komedia)
- 1910: A Western Maid (western)
- 1911: Across the Plains (western)
- 1912: A Child of the West (western)
- 1913: Broncho Billy and the Maid (western, 11')
- 1914: The Redemption of Broncho Billy (western, 27')
- 1915: Jego regeneracja (western, 15')
- 1916: Her Lesson (dramat)
- 1917: Vera, the Medium (dramat)
- 1919: The Son-of-a-Gun (western, 65')
- 1922: The Weak-End Party (komedia, 20')

## Wyróżnienia
- W 1958 r. otrzymał honorowego Oscara za całokształt osiągnięć[7].
- Posiada swoją gwiazdę na Hollywoodzkiej Alei Gwiazd[9].